# Cerro el Jihuingo
A 3240 m magas Cerro el Jihuingo vagy Xihuingo a mexikói Hidalgo állam második legmagasabb hegye. Neve a navatl nyelvű xihutl-co kifejezésből származik, melynek jelentése: „az év helye”, vagyis az a hely, ahol az éveket számolják.

## Elhelyezkedése
A csúcs Mexikó középső részén, Hidalgo állam délikeleti nyúlványában, Tepeapulco község területén emelkedik a Vulkáni-kereszthegységben. A hegy területe a Grande nevű időszakos patak vízgyűjtő területéhez tartozik. Az éves csapadékmennyiség 600 mm körüli.
A hegy lábánál terül el a Xihuingo régészeti lelőhely, amelynek leghíresebb építménye a Tecolote-piramis.